# Leo Weber (Pädagoge, 1876)
Leo Weber (* 9. März 1876 in Riedholz, Kanton Solothurn; † 7. März 1969 in Solothurn, heimatberechtigt in Riedholz) war ein schweizerischer Pädagoge.

## Leben

### Familie und Ausbildung
Leo Webers Eltern waren in Riedholz Pächter eines kleinen Bauernhofs. Sein Vater Johann war gelernter Steinhauer, die Mutter Luise (geborene Meister) stammte aus einer Thaler «Schulmeisterdynastie». Leo Weber wurde in die Pädagogische Abteilung der Kantonsschule Solothurn aufgenommen, 1895 erwarb er dort das Lehrerpatent. In den Jahren 1897 bis 1900 widmete er sich dem Sekundarlehrerstudium an der Universität Bern und in Paris, später absolvierte er ein berufsbegleitendes Studium der Pädagogik und Psychologie an der Universität Basel.
1908 trat Leo Weber von der römisch-katholischen zur christkatholischen Kirche über. Im Januar 1909 heiratete er Marie Sophie, verwitwete Trautmann, die Tochter des Privatiers Johann Ineichen. Ihre Kinder Lilly und Leo wurden am 19. Oktober 1909 in Basel, wo die Familie damals lebte, als Zwillinge geboren. Leo Weber junior sollte sich ebenfalls der Pädagogik zuwenden und wurde Direktor des Pädagogischen Instituts der Universität Zürich.
Leo Weber verstarb im März 1969 zwei Tage vor Vollendung seines 93. Lebensjahres in Solothurn.

### Beruflicher Werdegang
Leo Weber bekleidete zunächst Lehrerstellen in Breitenbach sowie Deitingen, 1901 wechselte er in selber Funktion nach Biberist, 1908 an die Töchterschule St. Johann in Basel. 1911 wurde er als Lehrer für Deutsch und Geschichte an die Solothurner Kantonsschule verpflichtet, ab 1914 war er als Schulinspektor eingesetzt. 1918 erfolgte seine Bestellung zum Solothurner Seminardirektor. 1946 wurde Leo Weber feierlich in den Ruhestand verabschiedet. 
Weber, der darüber hinaus als Redaktor pädagogischer Periodika, darunter Der Fortbildungsschüler, wirkte, trat insbesondere als Autor von Lesebüchern sowie Studien zur Schulgeschichte hervor. Zusammen mit dem Aargauer Pädagogen Arthur Frey und dem Solothurner Schriftsteller Josef Reinhart erarbeitete Weber das «Schweizer Lesebuch», das seit den 1920er Jahren immer wieder neu aufgelegt wurde. Die «Allgemeine Ausgabe» wurde für die Schulen der Kantone Solothurn, Aargau, Basel-Landschaft und Thurgau verwendet und erschien zuletzt 1959 in der 9. Auflage. Für die Kantone Kanton Basel-Stadt und Bern wurden jeweils eigene Ausgaben aufgelegt. Der Schriftsteller Otto Feier bezeichnet den Geist der beiden Bände des «Schweizer Lesebuchs» in seiner Weber-Biographie als «heimatverwurzelten Humanismus». Leo Weber organisierte auch Bildungskurse für Arbeitslehrerinnen und Kindergärtnerinnen.

## Publikationen (Auswahl)
- zusammen mit Arthur Frey, Josef Reinhart: Schweizer Lesebuch. Sauerländer, Aarau 1929 (und weitere Auflagen)
- zusammen mit Albin Fringeli, Fritz Iseli: Meine Heimat : Natur- und Heimatkunde für die Primarschulen des Kantons Solothurn. 4. Schuljahr, Solothurn, 1930
- Heimetglüt : Lesebuch für die fünfte Klasse der Primarschulen. Gassmann, Solothurn 1939
- zusammen mit Josef Reinhart: Johr-y – johr-us. Lesebuch für die 3. Klasse der Primarschule, 1949